# 全国豊かな海づくり大会

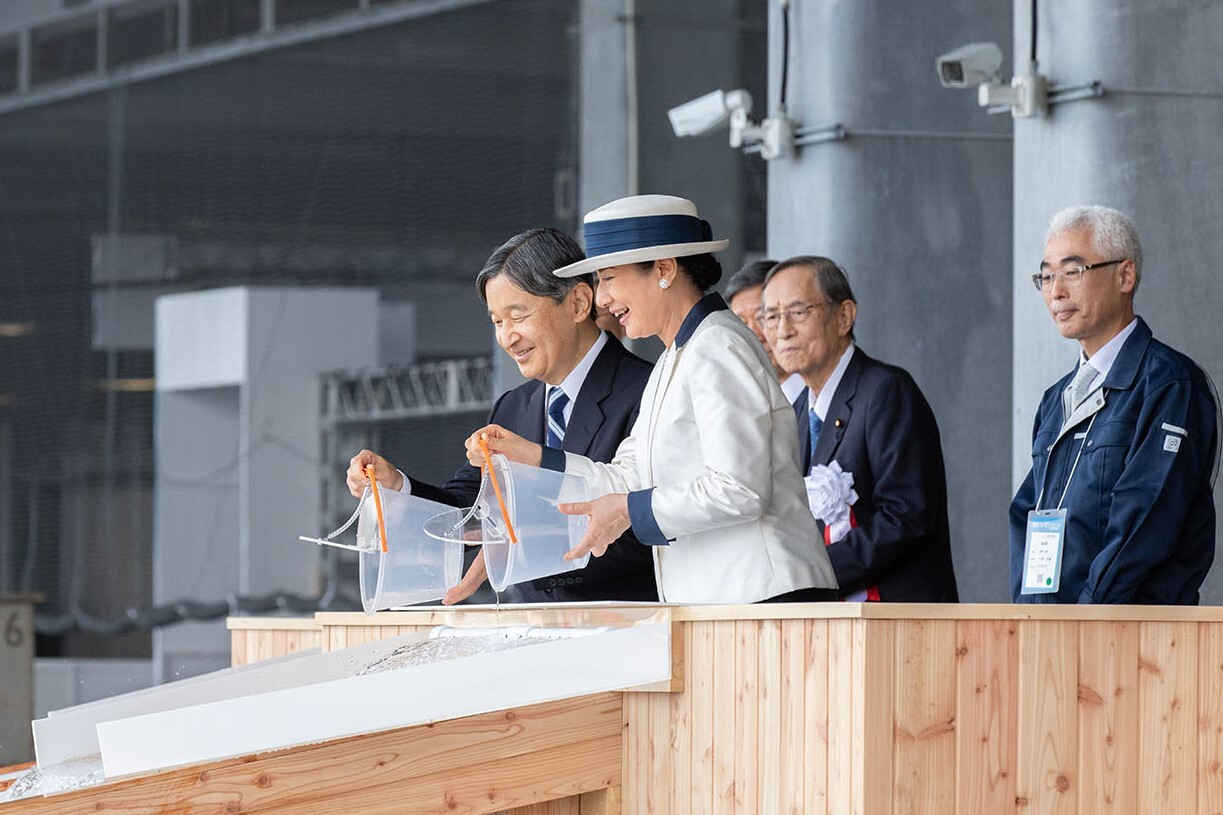
「第42回全国豊かな海づくり大会」にて稚魚を放流する天皇徳仁、皇后雅子（2023年9月17日、厚岸湾にて）

全国豊かな海づくり大会（ぜんこくゆたかなうみづくりたいかい）とは、水産資源の維持培養と海の環境保全に対する意識の高揚を図るとともに、水産業に対する認識を深めるための幅広い国民的行事として行い、水産業の振興に資するために行われるイベントである。

## 概要

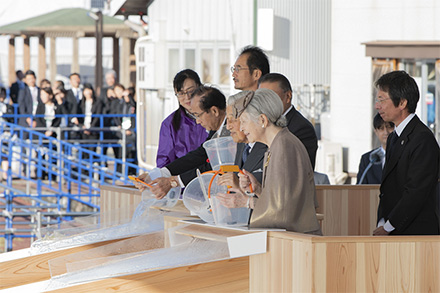
「第38回全国豊かな海づくり大会」にて稚魚を放流する天皇明仁、皇后美智子、環境大臣原田義昭（2018年10月28日、浦ノ内湾にて）

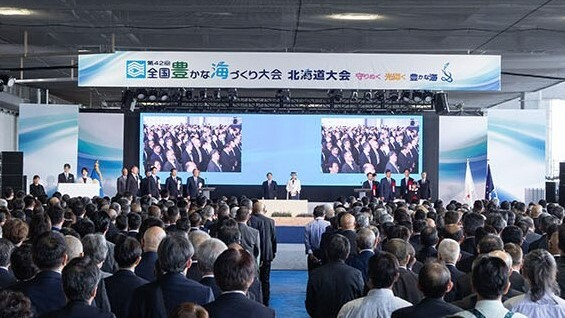
「第42回全国豊かな海づくり大会」の模様（2023年9月17日、厚岸町にて）

本大会は1981年（昭和56年）より始まり、公益社団法人 豊かな海づくり推進委員会と都道府県の組織する大会実行委員会が主催し、農林水産省が後援している。
大会式典には天皇・皇后の出席が慣例となっており、全国植樹祭・国民スポーツ大会・国民文化祭と並び「四大行幸啓」の一つに位置付けられているが、開催当初は当時の皇太子明仁親王が出席し、即位後に天皇として出席している点で相違があった。明仁の譲位に伴い、2019年からは徳仁が出席している。
「海づくり大会」と銘打っているが、海のない内陸県で開催されたこともある（2007年の滋賀県、2010年の岐阜県、2014年の奈良県）。これは健全な水循環の形成を目指すという理念に基づくもので、奈良県で行われた第34回大会では「山は川を育み、川は海を育む～山・川・海の自然の恵みを未来に～」を基本理念に開催された。
式典では「天皇陛下のおことば」、功績団体等の表彰、作文コンクール、写真コンクールの表彰行事、大会決議、天皇・皇后による「御放流」と県内外の参加者による放流が行われる。また、式典会場周辺では同大会に関連したイベントが行われている。
大会の模様はNHKで後日ダイジェスト放送。

## 過去の開催地と開催予定地
| 回 | 年                 | 開催地                 | 回 | 年                 | 開催地                               | 回 | 年                | 開催地       |
| -- | ------------------ | ---------------------- | -- | ------------------ | ------------------------------------ | -- | ----------------- | ------------ |
| 1  | 1981年（昭和56年） | 大分県南海部郡鶴見町   | 21 | 2001年（平成13年） | 静岡県焼津市                         | 41 | 2022年（令和4年） | 兵庫県明石市 |
| 2  | 1982年（昭和57年） | 兵庫県城崎郡香住町     | 22 | 2002年（平成14年） | 長崎県佐世保市                       | 42 | 2023年（令和5年） | 北海道厚岸町 |
| 3  | 1983年（昭和58年） | 和歌山県西牟婁郡串本町 | 23 | 2003年（平成15年） | 島根県浜田市                         | 43 | 2024年（令和6年） | 大分県(2)    |
| 4  | 1984年（昭和59年） | 三重県志摩郡浜島町     | 24 | 2004年（平成16年） | 香川県高松市                         | 44 | 2025年（令和7年） | 三重県(2)    |
| 5  | 1985年（昭和60年） | 北海道紋別郡湧別町     | 25 | 2005年（平成17年） | 神奈川県横浜市                       | 45 | 2026年（令和8年） | 大阪府       |
| 6  | 1986年（昭和61年） | 福井県小浜市           | 26 | 2006年（平成18年） | 佐賀県佐賀市・唐津市・佐賀郡東与賀町 |    |                   |              |
| 7  | 1987年（昭和62年） | 鹿児島県枕崎市         | 27 | 2007年（平成19年） | 滋賀県大津市                         |    |                   |              |
| 8  | 1988年（昭和63年） | 茨城県東茨城郡大洗町   | 28 | 2008年（平成20年） | 新潟県新潟市                         |    |                   |              |
| 9  | 1989年（平成元年） | 広島県豊田郡安浦町     | 29 | 2009年（平成21年） | 東京都港区                           |    |                   |              |
| 10 | 1990年（平成2年）  | 青森県三沢市           | 30 | 2010年（平成22年） | 岐阜県関市                           |    |                   |              |
| 11 | 1991年（平成3年）  | 愛知県知多郡南知多町   | 31 | 2011年（平成23年） | 鳥取県鳥取市                         |    |                   |              |
| 12 | 1992年（平成4年）  | 千葉県勝浦市           | 32 | 2012年（平成24年） | 沖縄県糸満市                         |    |                   |              |
| 13 | 1993年（平成5年）  | 愛媛県伊予市           | 33 | 2013年（平成25年） | 熊本県熊本市・水俣市・天草市         |    |                   |              |
| 14 | 1994年（平成6年）  | 山口県長門市           | 34 | 2014年（平成26年） | 奈良県吉野郡大淀町・川上村           |    |                   |              |
| 15 | 1995年（平成7年）  | 宮崎県日南市           | 35 | 2015年（平成27年） | 富山県射水市                         |    |                   |              |
| 16 | 1996年（平成8年）  | 石川県珠洲市           | 36 | 2016年（平成28年） | 山形県酒田市・鶴岡市                 |    |                   |              |
| 17 | 1997年（平成9年）  | 岩手県上閉伊郡大槌町   | 37 | 2017年（平成29年） | 福岡県宗像市                         |    |                   |              |
| 18 | 1998年（平成10年） | 徳島県鳴門市           | 38 | 2018年（平成30年） | 高知県高知市・土佐市                 |    |                   |              |
| 19 | 1999年（平成11年） | 福島県相馬市           | 39 | 2019年（令和元年） | 秋田県秋田市                         |    |                   |              |
| 20 | 2000年（平成12年） | 京都府竹野郡網野町     | 40 | 2021年（令和3年）  | 宮城県石巻市                         |    |                   |              |

- 市町村名は開催当時のもの。